# USS Daly (DD-519)
USS Daly (DD-519) là một tàu khu trục lớp Fletcher được Hải quân Hoa Kỳ chế tạo trong Chiến tranh Thế giới thứ hai. Nó là chiếc tàu chiến duy nhất của Hải quân Mỹ được đặt theo tên Thượng sĩ Thủy quân Lục chiến Daniel Daly, (1873-1937) người tham gia cuộc Chiến tranh Thế giới thứ nhất, một trong số rất ít người được tặng thưởng Huân chương Danh dự hai lần. Nó được cho xuất biên chế không lâu sau khi Thế Chiến II kết thúc, tái biên chế trở lại năm 1951 và tiếp tục hoạt động trong Chiến tranh Triều Tiên cho đến khi ngừng hoạt động năm 1960 và bị bán để tháo dỡ năm 1976. Nó được tặng thưởng tám Ngôi sao Chiến trận trong Thế Chiến II và thêm một Ngôi sao Chiến trận nữa trong Chiến tranh Triều Tiên.

## Thiết kế và chế tạo
Daly được đặt lườn tại xưởng tàu của hãng Bethlehem Steel Co. ở Staten Island New York vào ngày 29 tháng 4 năm 1942. Nó được hạ thủy vào ngày 24 tháng 10 năm 1942; được đỡ đầu bởi bà A. Ransweiler, cháu gái Thượng sĩ Daly; và nhập biên chế vào ngày 10 tháng 3 năm 1943 dưới quyền chỉ huy của Hạm trưởng, Trung tá Hải quân R. G. Visser.

## Lịch sử hoạt động

### 1943
Từ ngày 14 tháng 5 đến ngày 21 tháng 6 năm 1943, Daly hộ tống cho tàu sân bay USS Ranger thực tập và tuần tra ngoài khơi Argentia, Newfoundland. Nó khởi hành từ New York một tuần sau đó để hộ tống cho tàu sân bay USS Lexington, và đi đến San Diego, California vào ngày 4 tháng 8. Nó lên đường đi Alaska ngay ngày hôm sau, đi đến Adak vào ngày 11 tháng 8. Nó làm nhiệm vụ hộ tống các tàu vận tải cho cuộc tấn công lên Kiska từ ngày 15 đến ngày 21 tháng 8, rồi tuần tra và hộ tống tại khu vực giữa Kiska và Attu cho đến ngày 18 tháng 11, khi nó lên đường quay trở về Trân Châu Cảng, đến nơi vào ngày 23 tháng 11.
Daly rời Trân Châu Cảng vào ngày 9 tháng 12, và đi đến vịnh Milne, Papua New Guinea vào ngày 18 tháng 12. Bốn ngày sau, nó lên đường hộ tống các tàu đổ bộ cho cuộc tấn công lên mũi Gloucester, New Britain vào ngày 26 tháng 12. Nó bắn rơi hai máy bay Nhật Bản, rồi trợ giúp cho những người sống sót từ chiếc tàu khu trục chị em Brownson (DD-518) vốn bị đắm do trúng bom, vớt được 168 người trong số thủy thủ đoàn của Brownson. Trong lúc cứu hộ, một vụ nổ có thể do mìn sâu của Brownsonđã khiến Daly bị mất điện tạm thời.

### 1944

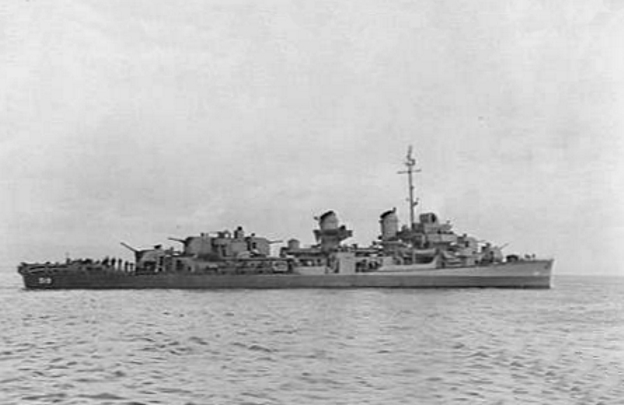
Daly trên đường đi năm 1944, trong màu sơn ngụy trang Kiểu 22.

Daly đã bảo vệ cho việc triệt thoái các tàu đổ bộ LST đến mũi Sudest, rồi hộ tống một đoàn tàu vận tải đi Saidor cho cuộc đổ bộ tại đây trong các ngày 2 đến 4 tháng 1 năm 1944. Nó tiếp tục ở lại khu vực New Guinea, bảo vệ cho các hoạt động tiếp liệu đến lực lượng trú đóng tại Saidor và mũi Gloucester cho đến ngày 4 tháng 2, khi nó lên đường đi Sydney, Australia.
Quay trở lại vịnh Milne vào ngày 22 tháng 2, Daly lên đường cùng Đội đặc nhiệm 74.2 cho cuộc chiếm đóng quần đảo Admiralty, tham gia bắn phá đảo Los Negros vào ngày 29 tháng 2 và cảng Seeadler trên đảo Manus vào ngày 7 tháng 3, tuần tra để hỗ trợ cho lực lượng đổ bộ. Nó quay trở về vịnh Milne vào ngày 12 tháng 3, rồi hoạt động từ cảng này để thực tập huấn luyện, bắn phá cảng Wewak vào ngày 17 tháng 3. Nó lên đường vào ngày 18 tháng 4 tham gia chiến dịch tại Hollandia, bắn pháo hỗ trợ cho lực lượng tấn công trong các ngày 21-22 tháng 4, rồi hoạt động từ cảng Seeadler để bắn phá Sawar và Wakde vào các ngày 29 và 30 tháng 4, tuần tra tại khu vực giữa Aitape và Tanamerah.
Từ ngày 15 tháng 5 đến ngày 5 tháng 8, Daly phục vụ trong các chiến dịch tại phía Tây New Guinea. Nó cung cấp hỏa lực hỗ trợ và bắn phá tại khu vực Toem-Wakde-Sarmi, ngoài khơi Biak, Noemfoor, và tại quần đảo Mios Woendi, hoạt động như một cột mốc radar canh phòng, tàu liên lạc giữa bãi đổ bộ và lực lượng hỗ trợ ngoài khơi mũi Sansapor. Sau một chặng nghỉ ngơi ngắn tại Sydney, Australia, nó lên đường đi vịnh Humboldt vào ngày 11 tháng 9 cho cuộc tấn công lên Morotai, thực hiện tuần tra và hỗ trợ hỏa lực trước khi quay trở lại Manus vào ngày 29 tháng 9. Nó lại khởi hành vào ngày 11 tháng 10 để hỏa lực hỗ trợ cho lực lượng đổ bộ lên Leyte, tham gia cuộc đối đầu Hạm đội Liên hợp Nhật Bản trong Trận chiến eo biển Surigao, một phần của cuộc Hải chiến vịnh Leyte vào các ngày 25 và 26 tháng 10. Nó quay trở về Manus vào ngày 3 tháng 11, rồi khởi hành sáu ngày sau đó quay trở về vùng bờ Tây để đại tu.

### 1945
Daly đi đến ngoài khơi Iwo Jima vào ngày 16 tháng 2 năm 1945 trong thành phần hộ tống các tàu sân bay. Nó đã cứu vớt 11 người sống từ chiếc tàu sân bay hộ tống Bismarck Sea (CVE-95), vốn bị đắm bởi một máy bay tấn công cảm tử Kamikaze vào ngày 21 tháng 2. Nó rời khu vực vào ngày 7 tháng 3 để đi vịnh San Pedro, Leyte, tham gia lực lượng được tập trung cho cuộc đổ bộ lên Okinawa. Vào ngày 27 tháng 3, nó lên đường để làm nhiệm vụ tuần tra và hỗ trợ hỏa lực cho cuộc tấn công và chiếm đóng hòn đảo này. Trong một cuộc tấn công tự sát vào ngày 28 tháng 4, nó đã nổ súng vào một máy bay đối phương vốn rơi xuống biển chỉ cách con tàu 25 yd (23 m) bên mạn trái. Quả bom mang theo đã kích nổ khiến ba thành viên thủy thủ đoàn thiệt mạng và 16 người khác bị thương. Việc sửa chữa nhanh được tiến hành tại Kerama Retto, và con tàu lại tiếp tục làm nhiệm vụ. Vào ngày 25 tháng 5, nó trợ giúp cho chiếc Bates (APD-47), một nạn nhân của Kamikaze, cứu một người sống sót bị bỏng nặng từ con tàu đang đắm. Sang ngày 10 tháng 6, nó hộ tống các tàu sân bay thuộc Đệ Tam hạm đội trong chiến dịch không kích lên chính quốc Nhật Bản.
Sau khi được tiếp tế tại vịnh Leyte, Daly quay trở lại Okinawa vào ngày 16 tháng 7. Nó tham gia cùng Lực lượng Đặc nhiệm 95 cho một cuộc càn quét tàu bè Nhật Bản trong biển Hoa Đông; rồi thêm hai đợt truy lùng khác tại khu vực cửa sông Dương Tử và lối tiếp cận Thượng Hải trước khi chiến tranh kết thúc. Nó đi đến Nagasaki vào ngày 14 tháng 9 để làm nhiệm vụ chiếm đóng, và phục vụ tại vùng biển Nhật Bản cho đến ngày 17 tháng 11, khi nó rời Sasebo để quay trở về Hoa Kỳ, về đến San Diego vào ngày 6 tháng 12. Chiếc tàu khu trục đi đến Charleston, South Carolina vào ngày 23 tháng 12, nơi nó được cho xuất biên chế vào ngày 18 tháng 4 năm 1946 và được đưa về lực lượng dự bị.

### 1951 - 1960
Được cho nhập biên chế trở lại vào ngày 6 tháng 7 năm 1951, Daly gia nhập Hạm đội Đại Tây Dương và hoạt động từ cảng nhà mới ở Newport, Rhode Island, làm nhiệm vụ chống tàu ngầm, tuần tra và thực tập hộ tống vận tải. Từ ngày 18 tháng 3 năm 1953 đến ngày 15 tháng 1 năm 1954, chiếc tàu khu trục thực hiện chuyến đi vòng quanh thế giới, đi về phía Tây để gia nhập Lực lượng Đặc nhiệm 77 ngoài khơi Triều Tiên, nơi nó tuần tra ngoài khơi Cheju-do, địa điểm đặt một trại tù binh của Liên Hợp Quốc, rồi quay trở về nhà ngang qua Ấn Độ Dương và Địa Trung Hải, ghé thăm nhiều cảng trên đường đi.
Chuyến đi tiếp theo của Daly đưa nó đến vùng biển Bắc Âu và Địa Trung Hải từ ngày 28 tháng 7 đến ngày 28 tháng 11 năm 1955. Sau đó nó tham gia Đội tìm-diệt 3 tại vùng biển Caribe cho đến ngày 10 tháng 4 năm 1956. Vào ngày 4 tháng 1 năm 1957, nó khởi hành từ Newport cho một chuyến đi cùng Lực lượng Trung Đông, thực hiện các cuộc viếng thăm thiện chí Freetown, Sierra Leone; Simonstown và Cape Town thuộc Nam Phi; Mombasa, Kenya; Karachi, Pakistan; Aden, Massawa, Eritrea; và quần đảo Canary trước khi quay trở về vịnh Narragansett vào ngày 7 tháng 6 năm 1957.
Daly thực hiện chuyến đi sang khu vực Bắc Âu và Địa Trung Hải từ ngày 3 tháng 9 đến ngày 27 tháng 11 năm 1957, tham gia các cuộc tập trận của Khối NATO và phục vụ cùng Đệ Lục hạm đội. Từ ngày 17 tháng 3 đến ngày 11 tháng 10 năm 1959, con tàu lại có chuyến đi đến Địa Trung Hải, Hồng Hải và vịnh Ba Tư.
Daly được cho xuất biên chế và đưa về lực lượng dự bị tại Norfolk, Virginia vào ngày 2 tháng 5 năm 1960. Tên nó được cho rút khỏi dnh sách Đăng bạ Hải quân vào ngày 1 tháng 12 năm 1974, và lườn tàu bị bán để tháo dỡ vào ngày 22 tháng 4 năm 1976.

## Phần thưởng
Daly được tặng thưởng tám Ngôi sao Chiến trận do thành tích phục vụ trong Thế Chiến II, và thêm một Ngôi sao Chiến trận khác trong Chiến tranh Triều Tiên.